# Місія в Кабулі
«Місія в Кабулі» (рос. «Миссия в Кабуле») — російський радянський двосерійний гостросюжетний художній фільм 1970 року, що розповідає про становлення молодої радянської дипломатії в важкі роки  Громадянської війни і про боротьбу перших радянських дипломатів з представниками західних держав за вплив в Афганістані.

## Сюжет
Дія відбувається в 1919 році. До столиці Афганістану прибуває перша радянська дипломатична місія на чолі з повноважним представником Петром Сорокіним (Олег Жаков). Англійський військовий аташе майор Стейн (Володимир Зельдін), побоюючись посилення позицій Радянської Росії в регіоні традиційного впливу Великої Британії, намагається спровокувати розрив відносин. З цією метою він привертає білоемігранта Гедеонова (Гліб Стриженов) і німецького підприємця Еппа (Альгімантас Масюліс) до організації антиурядової змови.

## У ролях
- Олег Жаков —  Петро Сорокін, радянський повпред
- Ірина Мірошниченко —  Марина Лужина
- Гліб Стриженов —  білоемігрант Гедеонов, він же Ярим-хан, він же англійський агент 016
- Еммануїл Віторган —  Ян Калнинь, 1-й секретар повпредставительства
- Олег Відов —  дипкур'єр Сказкін
- Михайло Глузський —  «Мандрівник», співробітник ІНО ВЧК
- Олександр Дем'яненко —  Смиков, комендант повпредставительства
- Володимир Заманський —  Олексій Рєпін, військовий радник
- Володимир Зельдін —  майор Стейн, військовий аташе
- Отар Коберідзе —  Надир-хан
- Альгімантас Масюліс —  Герхард Епп
- Олег Стриженов —  Роман Лужин
- Лаймонас Норейка —  англійський посол Генрі Флетчер
- Олена Добронравова —  місіс Флетчер
- Володимир Етуш —  Абдулла-хан
- Рінат Тазетдінов —  Аманулла-хан
- Ольга Лебзак —  мадам Рейлі
- Геннадій Нілов —  Іван Колокольцев
- Раднер Муратов —  Юсуф, шофер повпредставительства
- Юхим Копелян —  текст від автора

## Знімальна група
- Автори сценарію:  Володимир Вайншток,  Павло Фінн
- Режисер: Леонід Квініхідзе
- Композитор:  Владислав Успенський
- Оператор:  Володимир Чумак
- Художник:  Євген Гуков
- Звук:  Арнольд Шаргородський